# Agrodiaetus schuriani
Agrodiaetus schuriani är en fjärilsart som beskrevs av Rose 1978. Agrodiaetus schuriani ingår i släktet Agrodiaetus och familjen juvelvingar. Inga underarter finns listade i Catalogue of Life.